# Jeorjos Orfanidis
Jeorjos Orfanidis (gr. Γεώργιος Ορφανίδης; ur. 1859 w Izmirze, zm. 1942) – grecki strzelec, złoty i srebrny medalista igrzysk olimpijskich w Atenach w 1896 w strzelectwie. W konkurencji karabinu dowolnego w trzech pozycjach zdobył 1583 punktów i zajął pierwsze miejsce. W konkurencji pistolet szybkostrzelny 25 m zdobył 249 punktów, lepszy okazał się tylko grecki zawodnik Joanis Frangudis. Ponadto bez sukcesów brał udział w olimpiadzie letniej i igrzyskach w Londynie.